# M6 (rete televisiva)

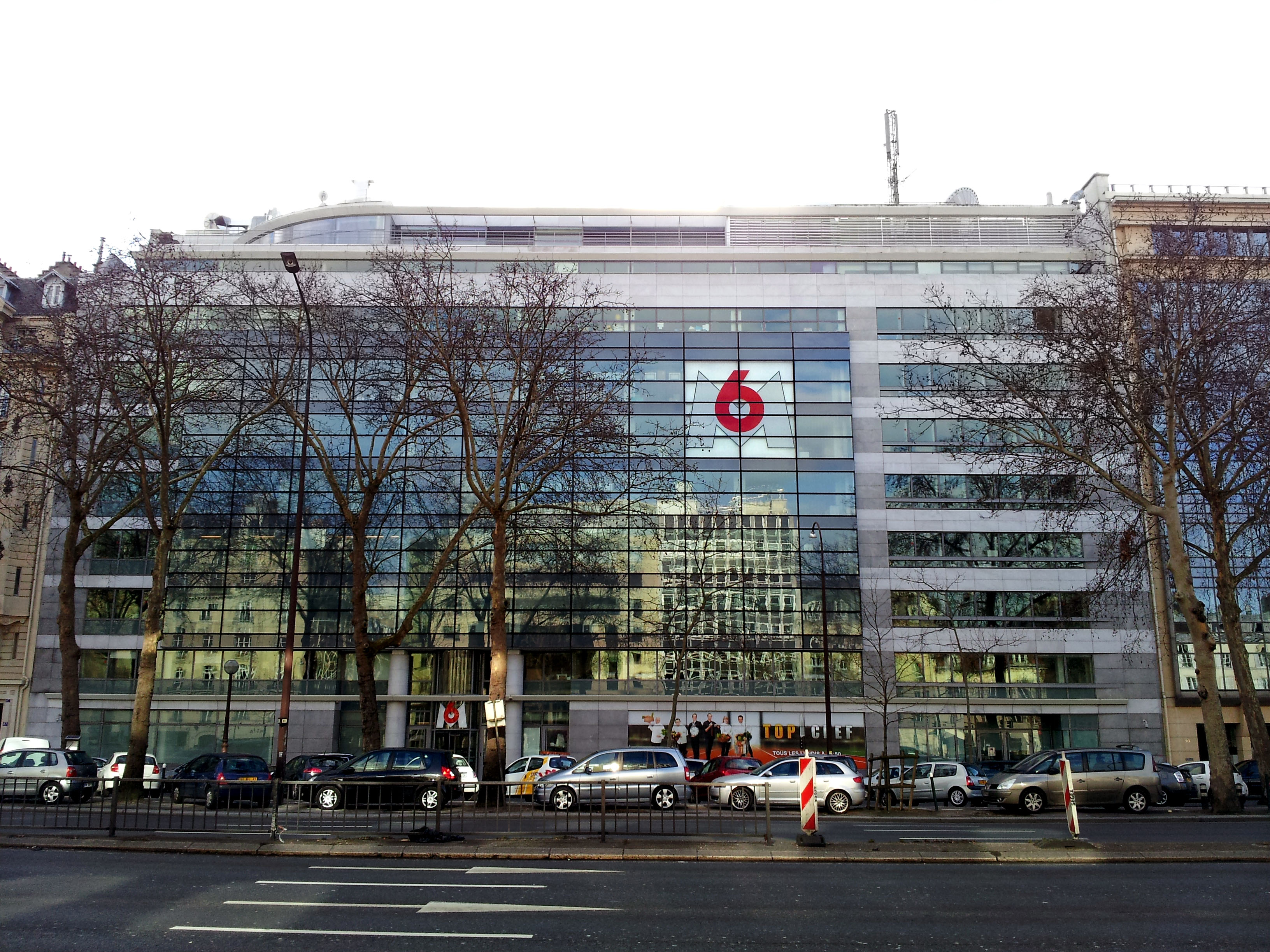
La sede di M6 in Francia

Logo utilizzato dal 30 novembre 2009 al 1º settembre 2020.

Métropole 6, più nota come M6, è un canale televisivo francese di proprietà della Métropole Télévision. È trasmesso in chiaro sulla televisione digitale, via cavo, via satellite e ADSL TV. È la seconda rete privata più vista in Francia, dopo TF1.
Altri canali legati a M6 e diffusi in altre piattaforme sono: W9 (DTT e cavo), 6ter, M6 Music, M6 Music Black e M6 Music Club (M6 Music Rock e Fun TV sono emittenti del gruppo, ora non più in onda).

## Storia
M6 nasce il 1º marzo 1987 alle 11:15 dalle ceneri di TV6. Solo dopo la chiusura di La Cinq essa riesce ad aumentare il numero di spettatori, puntando molto sul pubblico giovanile, suo vero target.
Nel 2001 trasmette il primo reality francese: Loft Story (versione a coppie del format internazionale Grande Fratello).

## Programmi

### Telegiornali
- Le 12:45
- Le 19:45

### Inchieste
- Capital
- Zone interdite

### Intrattenimento
- Cauchemar en cuisine
- La meilleure boulangerie de France
- Pékin Express
- Top Chef

### Serie TV
- Bones
- Hawaii Five-0
- NCIS
- New Girl
- Supernatural
- Blanca